# Хенри Е. Волас
Хенри Егард Волас (енгл. Henry Agard Wallace; Оријент, 7. октобар 1888 — Данбери, 18. новембар 1965) је био амерички политичар који је служио као 33. потпредседник Сједињених Држава у периоду од 1941. до 1945, за време мандата председника Френклина Д. Рузвелта. Осим тога је био секретар за пољопривреду у периоду од 1933. до 1940. и секретар за трговину у периоду од 1945. до 1946. На председничким изборима 1948, Волас је био кандидат Напредне партије.

## Дела
- (1920)
- (1934)
- (1934)
- (1934)
- (1937)
- (1943)
- (1944)
- (1945)
- (1948)
- (1973), прерадио Џон Мортон Блум